# Coffea moratii
Coffea moratii är en måreväxtart som beskrevs av J.-f.Leroy, Aaron Paul Davis och Franck Rakotonasolo. Coffea moratii ingår i släktet Coffea och familjen måreväxter. Inga underarter finns listade i Catalogue of Life.